# آنیش رامان
آنیش رامان (انگلیسی: Aneesh Raman؛ زادهٔ) روزنامه‌نگار اهل ایالات متحده آمریکا است.
وی همچنین برندهٔ جوایزی همچون برنامه فولبرایت شده‌است.